# Rhapsody in Blue
Rhapsody in Blue (khúc cuồng tưởng màu lam) là một nhạc phẩm của George Gershwin - nhạc sỹ người Mỹ gốc Do thái ở Nga - sáng tác năm 1924 cho dàn nhạc giao hưởng hiện đại biểu diễn cùng dương cầm. Nhạc phẩm này nổi tiếng vì là một tác phẩm đầu tiên trên Thế giới đã kết hợp các yếu tố của nhạc cổ điển với nhạc jazz hiện đại, viết cho dương cầm hòa tấu với dàn nhạc, nhưng lại không thuộc thể loại concerto thông thường.
Ban đầu, nhạc phẩm được ủy quyền biểu diễn cho ban nhạc Paul Whiteman, công diễn lần đầu tiên trong buổi hòa nhạc có tựa đề "An Experiment in Modern Music" (thử nghiệm ở nhạc hiện đại) vào ngày 12 tháng 2 năm 1924, tại Aeolian Hall, thuộc thành phố New York. Lúc đó, ban nhạc Whiteman đã biểu diễn nhạc phẩm này với chính tác giả Gershwin chơi dương cầm. Về sau, nhà dàn dựng Ferde Grofé của Whiteman đã tạo dựng nhiều lần, trong đó có bản ghi âm năm 1926 và bản ghi âm với dàn nhạc giao hưởng năm 1942.